# Élections fédérales suisses de 1887
Les élections fédérales suisses de 1887 se sont déroulées le 30 octobre 1887. Ces élections permettent d'élire au système majoritaire les 145 députés répartis sur 49 arrondissements électoraux eux-mêmes répartis sur les 22 cantons, siégeant au Conseil national (chambre basse), pour une mandature de trois ans.
Le corps électoral composé de citoyens ayant droit de cité élit désormais directement les membres du Conseil des États dans les cantons d'Appenzell Rhodes-Extérieures, de Nidwald et d'Obwald et pour la première fois dans les cantons de Glaris et d'Uri (à travers la Landsgemeinde), et à l'urne dans les cantons des Grisons, de Soleure, de Thurgovie, de Zoug et de Zurich. Dans les 12 autres cantons, les élections au Conseil des États sont quant à elles toujours non régulées et certains cantons ont renouvelé leurs Sénateurs parfois plusieurs fois sur les trois années écoulées. Dans ces 12 autres cantons, les Conseillers aux États continuent d'être élus, nommés ou désignés par les Grands Conseils, et ce à des dates variables.
Les élections de 1887 sont marquées par une détente générale et pour la première fois depuis 1878 il n'y a pas de réel conflit pendant la campagne électorale. Avec un assouplissement des positions sur le Kulturkampf ainsi qu'entre centralistes et fédéralistes, l'idée d'une nationalisation des chemins de fer, de la création d'une banque nationale et la mise en place d'une assurance santé et d'une assurance invalidité fait consensus de la gauche à la droite modérée. Les seuls conflits reposaient essentiellement sur la mise en œuvre de ces projets. Toutefois, le débat sur l'introduction de tarifs douaniers conduit néanmoins sur un éloignement progressif de la Société du Grütli des Radicaux et des Démocrates pour se tourner de plus en plus vers le mouvement socialiste.
Pour ces élections depuis 1848, les Radicaux (centre-gauche) remportent pour la quatorzième fois consécutivement le scrutin fédéral avec 73 sièges (-1) et 40,2 % des voix (-1,8 %). Ce sont à nouveau les grands vainqueurs de ces élections en remportant tant le vote populaire que le nombre de sièges conservant la majorité absolue gagnée en 1881. Avec 35 sièges (-2), l'Union conservatrice (droite catholique) obtient 28,3% des voix (+2,6 %). Mais c'est la Droite Évangélique qui engrange la plus forte augmentation en nombre de sièges (+3).
Ces élections ont débouché sur la 14e Législature qui s'est réunie pour la première fois le 5 décembre 1887.
Sur les 649 229 hommes âgés de 20 et plus et ayant droit de cité, 359 317 d'entre eux prirent part à ce scrutin, ce qui représente un taux de participation de 55,3 % (-6,8 %).
Le taux de participation le plus élevé est dans le canton de Schaffhouse où le vote obligatoire fait déplacer 95,5% du corps électoral (-0,4%). À l'inverse, dans le canton de Zoug seulement 18,5% du corps électoral prend part au vote.

## Législature 1887 -1890
Les liens (et couleurs) renvoient sur les partis héritiers actuels de ces formations politiques d'antan. Certaines formations sont passées de gauche au centre-droit (GR, CL ⇒ PLR), d'autres de la droite au centre-droit (UC ⇒ PDC) ou  centre-gauche (DÉ ⇒ PEV). La Gauche Démocratique est restée à gauche aujourd'hui à travers les mouvements socialistes.
|  | Formations («Partis») | Sigles | Tendances politiques                           | Sièges au CN | Sièges au CE |
|  | --------------------- | ------ | ---------------------------------------------- | ------------ | ------------ |
|  | Gauche Radicale       | GR     | Radicaux, Radicaux-démocrates, Gauche          | 73           | 17           |
|  | Union conservatrice   | UC     | Conservateurs catholiques, Droite              | 35           | 18           |
|  | Centre Libéral        | CL     | Libéraux, Modérés, Libéraux-démocrates, Centre | 19           | 4            |
|  | Parti démocratique    | DEM    | Démocrates, Gauche                             | 14           | 3            |
|  | Droite Évangélique    | DE     | Conservateurs réformés, Droite                 | 4            | 1            |
|  | Divers                | Ind    | Divers                                         | -            | 1            |

## Résultats au Conseil national dans les cantons
| Canton             | Total | DEM     | GR      | CL      | DE     | UC      |
| ------------------ | ----- | ------- | ------- | ------- | ------ | ------- |
| Zurich             | 16    | 10      | -       | 6       | -      | -       |
| Berne              | 27    | -       | 24 (-3) | -       | 3 (+3) | -       |
| Lucerne            | 7     | -       | 2       | -       | -      | 5       |
| Uri                | 1     | -       | -       | -       | -      | 1       |
| Schwytz            | 3     | -       | -       | -       | -      | 3       |
| Nidwald            | 1     | -       | -       | -       | -      | 1       |
| Obwald             | 1     | -       | -       | -       | -      | 1       |
| Glaris             | 2     | 1       | -       | 1       | -      | -       |
| Zoug               | 1     | -       | -       | -       | -      | 1       |
| Fribourg           | 6     | -       | -       | 1 (+1)  | -      | 5 (-1)  |
| Soleure            | 4     | -       | 3 (-1)  | -       | -      | 1 (+1)  |
| Bâle Campagne      | 3     | -       | 3       | -       | -      | -       |
| Bâle-Ville         | 3     | -       | 3 (+1)  | 0 (-1)  | -      | -       |
| Schaffhouse        | 2     | 1       | 1       | -       | -      | -       |
| Rhodes-Extérieures | 3     | -       | 1       | 2       | -      | -       |
| Rhodes-Intérieures | 1     | -       | -       | 1       | -      | -       |
| Saint Gall         | 10    | 2 (-1)  | 2 (+1)  | -       | 1      | 5       |
| Grisons            | 5     | -       | 2       | 1       | -      | 2       |
| Argovie            | 10    | -       | 5       | 3       | -      | 2       |
| Thurgovie          | 5     | -       | 4       | 1       | -      | -       |
| Tessin             | 7     | -       | 2       | -       | -      | 5       |
| Vaud               | 12    | -       | 12      | -       | -      | -       |
| Valais             | 5     | -       | 1 (+1)  | 1 (+1)  | -      | 3 (-2)  |
| Neuchâtel          | 5     | -       | 5       | -       | -      | -       |
| Genève             | 5     | -       | 3       | 2       | -      | -       |
|                    | 145   | 14 (-1) | 73 (-1) | 19 (+1) | 4 (+3) | 35 (-2) |